# John Agar
John Agar (n. 31 ianuarie 1921 — d. 7 aprilie 2002) a fost un actor film american.

## Filme
- Fort Apache (1948) – Lieutenant Michael O'Rourke
- Adventure in Baltimore (1949) – Tom Wade
- I Married a Communist (1949) – Don Lowry
- She Wore a Yellow Ribbon (1949) – Lieutenant Flint Cohill
- Sands of Iwo Jima (1949) – PFC Peter Conway
- Breakthrough (1950) – Lieutenant Joe Mallory
- Along the Great Divide (1951) – Billy Shear
- The Magic Carpet (1951) – Abdullah al Husan / Dr. Ramoth / The Scarlet Falcon
- Woman of the North Country (1952) – David Powell
- Man of Conflict (1953) – Ray Compton
- Bait (1954) – Ray Brighton
- The Rocket Man (1954) – Tom Baxter
- Shield for Murder (1954) – Mark Brewster
- The Golden Mistress (1954) – Bill Buchanan
- Revenge of the Creature (1955) – Professor Clete Ferguson
- The Lonesome Trail (1955) – Johnny Rush
- Hold Back Tomorrow (1955) – Joe Cardos
- Tarantula (1955) – Doctor Matt Hastings
- Star in the Dust (1956) – Sheriff Bill Jorden
- Flesh and the Spur (1956) – 'Luke' Random / Matt Random
- The Mole People (1956) – Dr. Roger Bentley
- Joe Butterfly (1957) – Sergeant Dick Mason
- Daughter of Dr. Jekyll (1957) – George Hastings
- The Brain from Planet Arous (1957) – Steve March
- Ride a Violent Mile (1957) – Jeff Dunning
- The Day of the Trumpet (1958) – Sgt. Judd Norcutt
- Jet Attack (1958) – Capt. Tom Arnett
- Attack of the Puppet People (1958) – Bob Westley
- Frontier Gun (1958) – Jim Crayle
- Invisible Invaders (1959) – Major Bruce Jay
- Raymie (1960) – Ike
- Fall Girl (1961) – Joe McElroy
- Hand of Death (1962) – Alex Marsh
- Journey to the Seventh Planet (1962) – Capt. Don Graham
- The Young and The Brave (1963) – Intelligence officer
- Cavalry Command/PHL: "The Day of the Trumpet" (1963) – Sergeant Norcutt
- Of Love and Desire (1963) – Gus Cole
- Law of the Lawless (1964) – Pete Stone
- Stage to Thunder Rock (1964) – Dan Carrouthers
- Young Fury (1965) – Dawson
- Johnny Reno (1966) – Ed Tomkins
- Women of the Prehistoric Planet (1966) – Dr. Farrell
- Waco (1966) – George Gates
- Curse of the Swamp Creature  (1966, TV Movie) – Barry Rogers
- Zontar, The Thing from Venus (1966) – Dr. Curt Taylor
- St. Valentine's Day Massacre (1967) – Dion O'Banion
- Night Fright (1967) – Sheriff Clint Crawford
- Hell Raiders (1968) – Maj. Ronald Paxton
- The Undefeated (1969) – Christian
- Chisum (1970) – Amos Patton
- Big Jake (1971) – Bert Ryan
- How's Your Love Life? (1971) – Police Lt. Rafferty
- King Kong (1976) – City Official
- Mr. No Legs (1979) – Police Capt. Hathaway
- Divided We Fall (1982) – Yankee Officer
- Attack of the B-Movie Monster (1985) – Dr. Ferguson
- Perfect Victims (1988) – Neighbor walking his dog
- Miracle Mile (1989) – Ivan Peters
- Nightbreed (1990) – Decker's Victim
- Fear (1990, TV Movie) – Leonard Scott Levy
- The Perfect Bride (1991, TV) – Gramps
- Invasion of Privacy – (1992, TV) – Old Convict
- Body Bags (1993, TV Movie) – Dr. Lang
- The Pandora Directive (1996) – Thomas Malloy
- The Naked Monster (2005) – Dr. Clete Ferguson (ultimul rol de film)